# Corée marginée
Coreus marginatus
Espèce
La corée marginée, Coreus marginatus, est une espèce d'insectes hétéroptères, une punaise de la famille des Coreidae, de la sous-famille des Coreinae, de la tribu des Coreini et du genre Coreus. Elle est très commune en Europe.

## Historique et dénomination
L'espèce Coreus marginatus a été décrite par le naturaliste suédois Carl von Linné en 1758, sous le nom initial de Cimex marginatus. Elle a été transférée dans le genre Coreus par le zoologiste danois Johan Christian Fabricius en 1794.
L'épithète marginatus se réfère aux marges importantes de l'abdomen. Coreus est dérivé du latin coriaceus, au sens de ressemblant au cuir.

### Synonymie
- Cimex marginatus Linné, 1758 Protonyme
- Mesocerus marginatus

### Noms vernaculaires
- Corée marginée,
- punaise brune,
- punaise des citrouilles,
- punaise de la courge,
- punaise des céréales.

## Taxinomie
Liste des sous-espèces
- Coreus marginatus marginatus (Linnaeus, 1758)

Synonymie pour cette sous-espèce
Cimex auriculatus De Geer, 1773 
Cimex rostratus Goeze, 1778 
Copium serratum Thunberg, 1825 
Coreus fundator Herrich-Schäffer, 1833 
Syromastes marginatus var. syriacus Blöte, 1935 
Syromastes longicornis Costa, 1842 
Coreus marginatus var. inermis Kolenati, 1845 
- Coreus marginatus orientalis (Kiritshenko, 1916)

Synonymie pour cette sous-espèce
Mesocerus marginatus orientalis Kiritshenko, 1916 Protonyme
Mesocerus omoxys Kiritshenko, 1916 

## Description

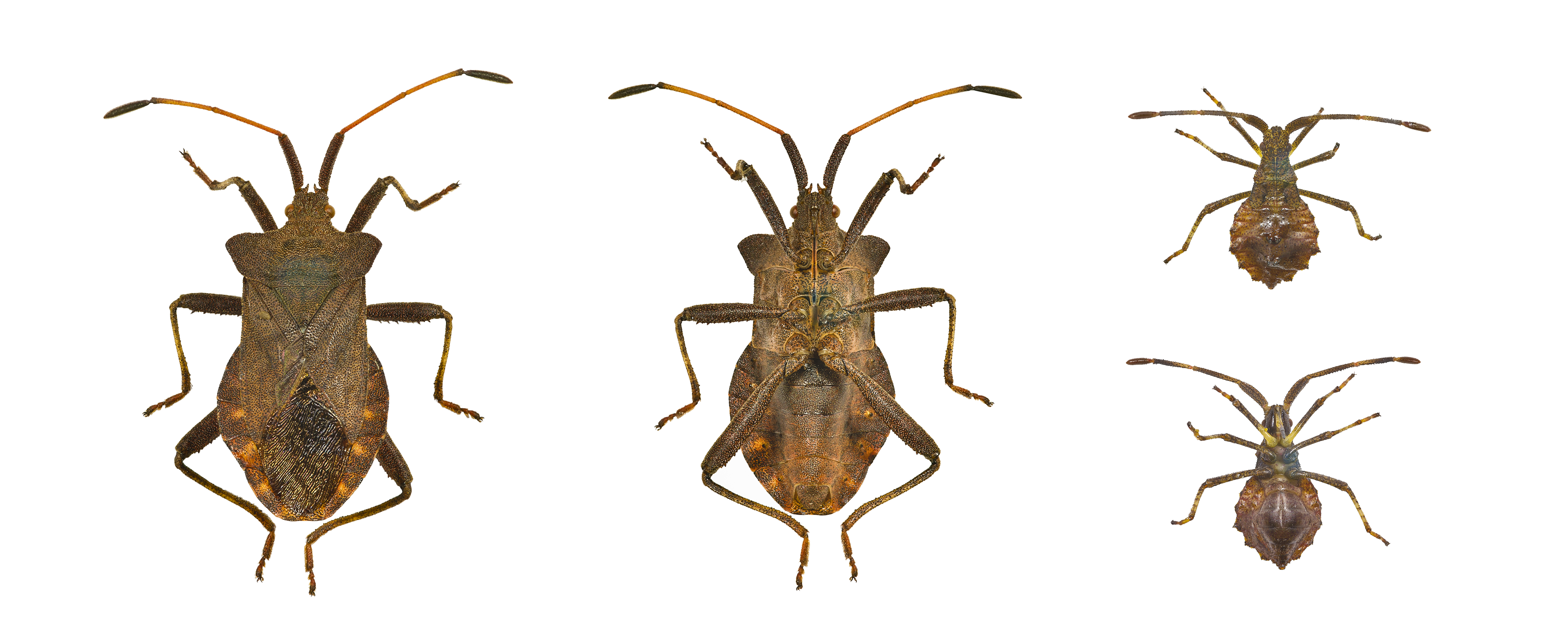
Formes adultes et juvéniles
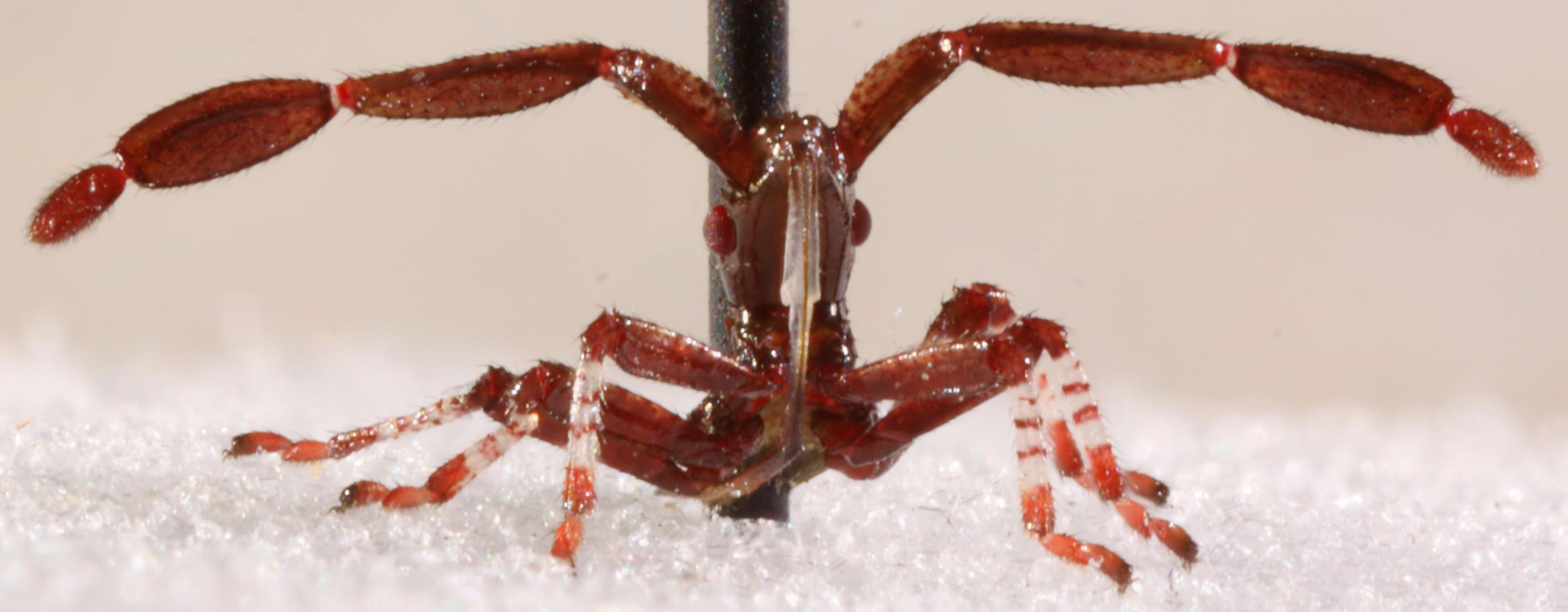
Nymphe nouvellement éclose de Coreus marginatus montrant les antennes relativement très grandes
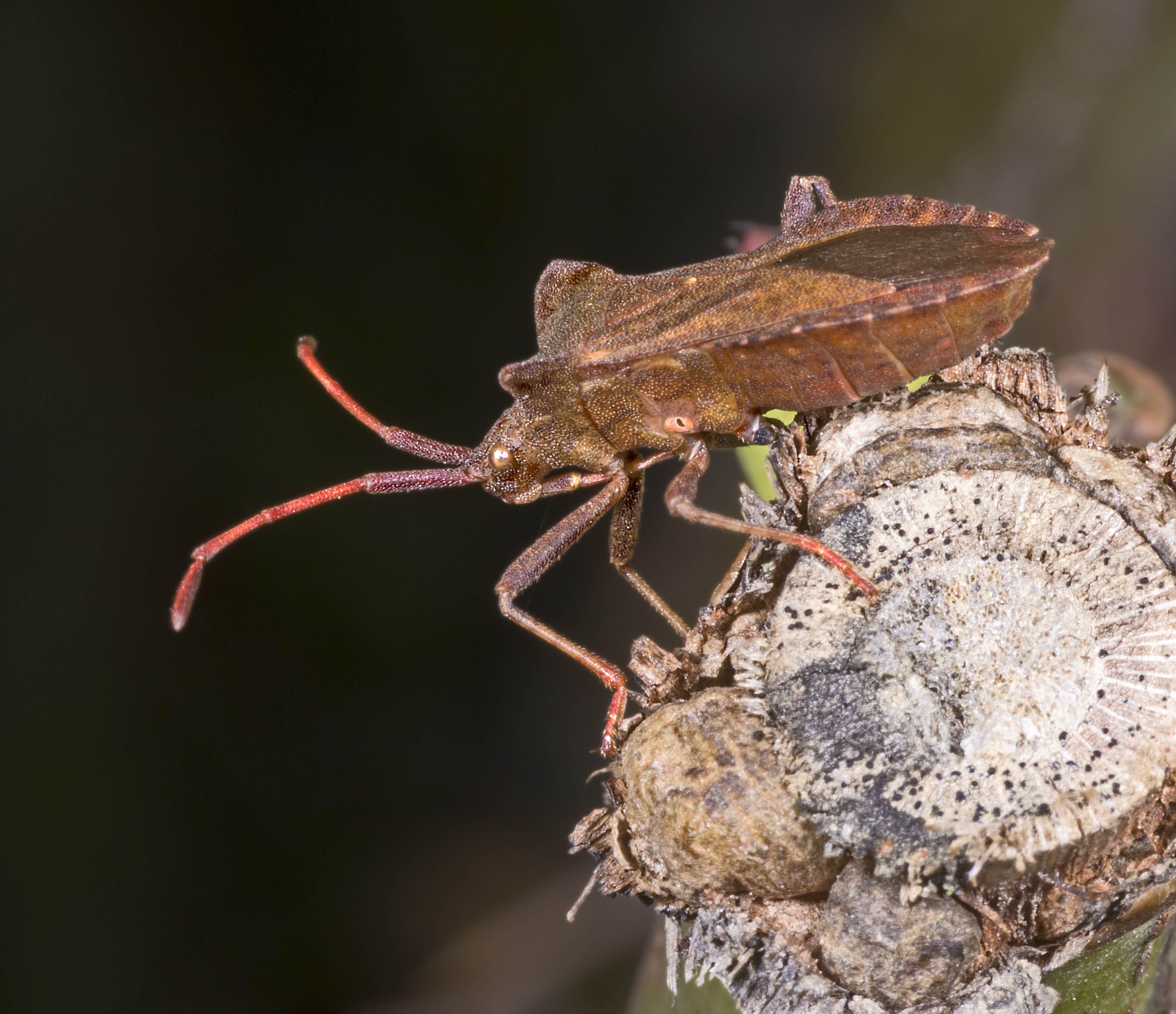
Profil montrant l'efférence des glandes odorantes
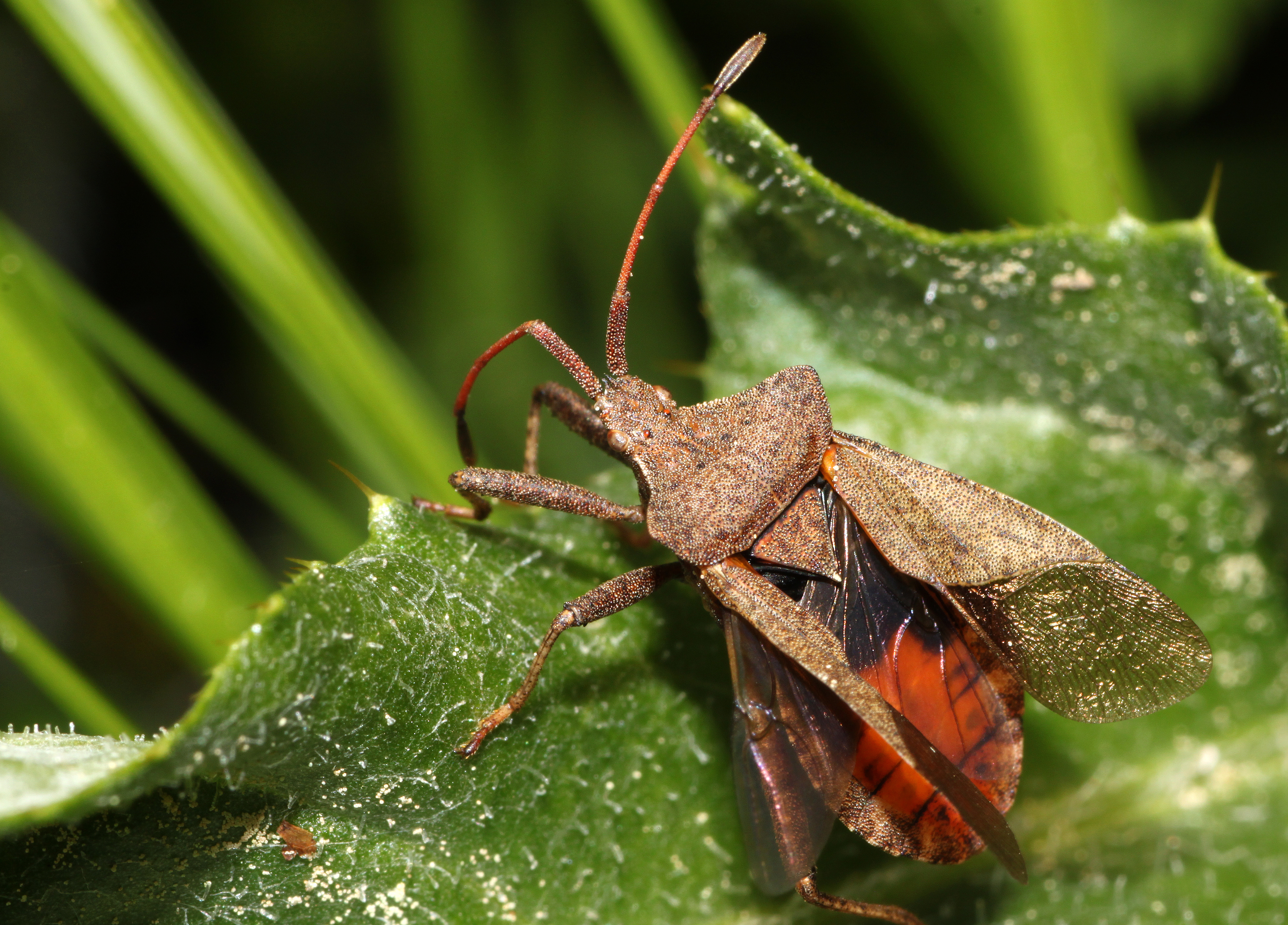
Ouverture des élytres
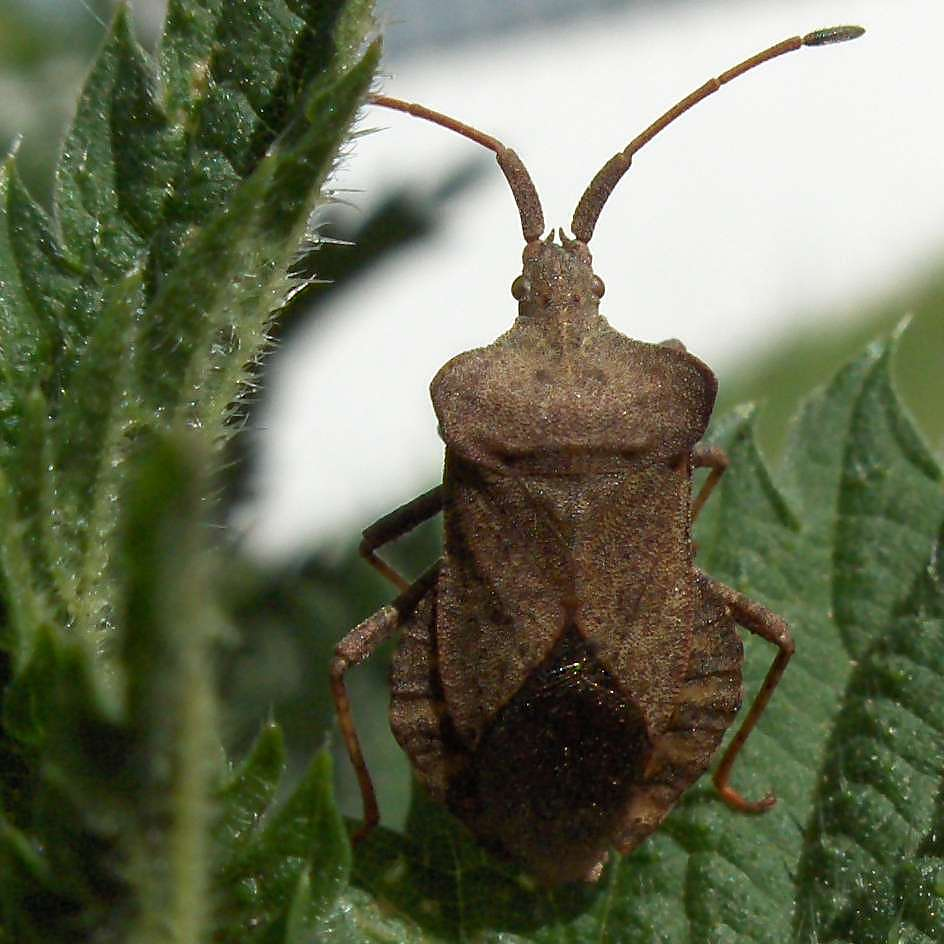
Coreus marginatus ont entre les antennes deux petites saillies, appelées tubercules antennifères, qui peuvent être utilisées pour distinguer cette espèce d'autres espèces superficiellement similaires

Il s'agit d'une punaise assez grande, de 13 à 15 mm (hors antennes et pattes), de couleur brune, au corps allongé ou ovale de forme très variée avec des épines sur la tête et le pronotum. Le pronotum est en forme d'écusson. Les antennes ont quatre articles, le dernier étant noir. Nombreuses nervures sur la membrane.

## Habitat et biologie
On la rencontre sur diverses plantes du genre Rumex (les oseilles, famille des Polygonaceae), près de l'eau, dans les haies, en lisière des forêts et dans les prairies humides. Dans les jardins, on peut souvent l'observer sur la rhubarbe. Hiverne à l'état adulte. Se nourrit de fruits ou de graines.

## Lutte biologique
La corée marginée peut s'attaquer aux cucurbitacées. On peut s'en protéger par compagnonnage botanique en plantant près des courges au choix des répulsifs tels que la menthe, l'herbe aux chats (cataire), des Nasturtium ou des Tagetes (œillet d'Inde et rose d'Inde).

## Aire de répartition
Europe et Sibérie.